# በ
Cette page contient des caractères éthiopiques. En cas de problème, consultez Aide:Unicode ou testez votre navigateur.
በ (« bä ») est un caractère utilisé dans l'alphasyllabaire éthiopien comme symbole de base pour représenter les syllabes débutant par le son /b/.

## Usage
L'écriture éthiopienne est un alphasyllabaire ou chaque symbole correspond à une combinaison consonne + voyelle, organisé sur un symbole de base correspondant à la consonne et modifié par la voyelle. በ correspond à la consonne « b » (ainsi qu'à la syllabe de base « bä »). Les différentes modifications du caractères sont les suivantes :
- በ : « bä »
- ቡ : « bu »
- ቢ : « bi »
- ባ : « ba »
- ቤ : « bé »
- ብ : « be »
- ቦ : « bo »
- ቧ : « bwä »

በ est le 9e symbole de base dans l'ordre traditionnel de l'alphasyllabaire.

## Historique

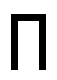
Caractère « b » de l'alphabet arabe méridional.

Le caractère በ est dérivé du caractère correspondant de l'alphabet arabe méridional.

## Variantes
በ peut être muni d'un signe pour former la variante affriquée ቨ, « v ».

## Représentation informatique
- Dans la norme Unicode, les caractères sont représentés dans la table relative à l'éthiopien[1] :
  - በ : U+1260, « syllabe éthiopienne bä »
  - ቡ : U+1261, « syllabe éthiopienne bou »
  - ቢ : U+1262, « syllabe éthiopienne bi »
  - ባ : U+1263, « syllabe éthiopienne ba »
  - ቤ : U+1264, « syllabe éthiopienne bé »
  - ብ : U+1265, « syllabe éthiopienne be »
  - ቦ : U+1266, « syllabe éthiopienne bo »
  - ቧ : U+1267, « syllabe éthiopienne bwa »